# Edmundas Frykas

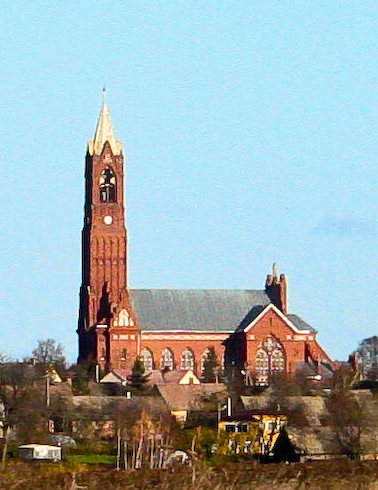
Kościół w Sosnowie

Edmundas Alfonsas Frykas (ur. 10 marca 1876 w Kownie, zm. w 1944 w Niemczech) – litewski inżynier i architekt, syn litewskiego architekta Edmundasa Frykasa st.

## Życiorys
Ukończył gimnazjum w Kownie, później studiował na Uniwersytecie Politechnicznym w Petersburgu. Po odzyskaniu przez Litwę niepodległości w 1918 roku kierował wydziałem budownictwa w kowieńskim ratuszu.
Był autorem licznych budowli na terenie Litwy, m.in. gmachu litewskiej korporacji studenckiej „Neo Lithuania” w Kownie (1923–1927), gimnazjum w Szawlach (1925), ministerstwa sprawiedliwości Litwy (obecnie filharmonia, 1925–1928), gimnazjum polskiego w Kownie (1931) oraz kowieńskiego Towarzystwa Kredytowego (1931). Projektował liczne dworce kolejowe na terenie Litwy, m.in. w Taurogach, Rakiszkach, Wyłkowyszkach i Kretyndze.